# ヤマト王子
ヤマト王子（ヤマトおうじ）は、ロッテの食玩『ビックリマン』および派生作品に登場する架空の人物。

## 人物
- アニメ『ビックリマン』の主人公。聖動源で生まれた若神子の一人。一人称は「僕」。明るい性格で、せっかちで少しドジな所があるが、どんなことでも一生懸命に取り組む。若神子（神帝）の中心的人物。
- 旅を続けるにつれ成長し、ヤマト王子→ヤマト神帝→ヤマト爆神へとパワーアップを遂げた。
- 髪の色はヤマト王子の時は緑色だが、ヤマト神帝の時は栗色で、ヤマト爆神の時は水色へと変化。
- 武器は敵を酔わせて斬る「一気酔剣」→太陽の力を持つ「日出剣」→「サバイブラスト剣（サバイブラストソード）」へと進化した。
- 額には聖動マスクという黒猫を模した飾りがついており、先祖の天児スサノが鏡に封じた「ゴロニャン黒ズー」が子孫のヤマト王子に受け継がれ、「達急動」という超高速で移動する技の理力の源となっている。
- モデルはヤマトタケルとスサノオノミコトである。さらにヤマト運輸（クロネコヤマト）が駄洒落としてかかっているのだが、商標上の理由であまり語られなくなり、途中から無関係（表向きは）ということになる。

## 登場作品
ほぼ全ての作品に登場。

### ビックリマン
アニメ
夢のお告げ（第3話ではスーパーゼウスのおふれ）に従い、次界へ行けば偉い天使になれると旅を始めた。最初は一人で次界に行くことにこだわったり、悪魔に襲われる里を救うことより次界へ行くことを優先しようとすることもあったが、結局は見捨てておけない性分である。意地っ張りなところがあり、同じく意地っ張りな天子男ジャックとよく言い争いをするが、同時に一番の相棒でもある。せっかちでドジなところがたまに瑕であるが、仲間思いで何事に対しても一生懸命に取り組む。旅を続けるにつれ、若神子（神帝）のリーダーとして徐々に認められ、その資質を開花させていった。次界への旅について来た十字架天使とは最初はうっとうしがっていたが、次第に仲良くなっていった。かわいい女の子天使に弱く、デレデレしては十字架天使にヤキモチを妬かれている。「やっちゃき」「ちょき」が口癖。天聖門を越えたときにアーチ天使如面菩薩の理力を受けヤマト神帝へとパワーアップを果たす。
スーパーデビルの策略により、次界到達を目前にしてヘッドロココが消滅してしまい、その際「日出づる処の剣を持つ者、先頭に立ち次界に入る」と聖典に記されていたため、日出剣を持つヤマト神帝がヘッドロココから理力を受け継いでヘッド化した。ヤマト爆神へとパワーアップしたヤマト神帝は、ヘッドロココに代わり神帝隊のリーダーとして次界開拓の先頭となって活躍した。
次動ネブラに平和が訪れた後は、王女ヘラやストライクエンジェルと共に次動ネブラに残り、平和な世界を築くために活動していたが、聖フラダイスが悪魔の大群に襲われることを知り、最終決戦に赴いた。悪魔たちとの激しい激闘の際、他の神帝と共に六聖球を追って天蓋瀑布に飲み込まれてしまったが、命と引き換えに次界最終エリアである久遠（くおん）エリアに虹をかけ、聖魔和合のきっかけを作った。
若神子時の武器は「一気酔剣」。刀身を左右に振って敵を酔わせることができる。他に聖水（一気水）を出したり、聖光（聖光射術）を放射したりもできる。神帝時の武器は「日出剣」。「太陽サンサンパワー」で相手の目をくらませて攻撃したり、聖光を放射したりもする。他に「酔わせの舞」で相手を酔わせることもできる。ヘッド時の武器は「サバイブラスト剣」。他に聖体を静穏状態に保つ「ネブラ聖衣」、高速で移動し分身を作るなどの技を使う。また「爆装化」し、爆動聖亞盾（ばくどうせいあシールド）がマスクになったディフェンスモデルタイプに変身することもできる。空を飛べるようになってからは使用頻度は減ったが、「達急動」などの理力もしっかりと受け継いでいる。
シール
『ビックリマン』第5弾でヤマト王子、第9弾でヤマト神帝、第13弾ヘッドでヤマト爆神、ヤマト爆神タイプII、第18弾ヘッドで聖Vヤマトが発売されている。なお、ヤマト爆神はアニメ化の際、若神子（神帝）の時の姿を基にアニメ化したため、シールとアニメとでは容姿が異なっている（シールでは後述するヤマトウォーリアに似た姿である）。また、アニメ化されているのはヤマト爆神までで、唯一聖Vヤマトはアニメ化されていない。

### 新ビックリマン
アニメ
過去の世界＝オバザード編で登場。前作『ビックリマン』初回で、次界へ旅立つ直前のエピソードが紹介されている。
ビックリ村編では、ヘッドロココの部下として登場。ヘッドロココと共に、ビックリ村の英雄の森に住んでいる。
また、次界警備隊隊長（執政官）のヤマトウォーリアは、ヤマト王子（ヤマト爆神）の子孫という設定で、次代となっている。
シール
聖Vヤマトの因子を受け継ぐ者として、『ビックリマン』第19弾でヤマトウォーリア、第25弾でヤマトJ（ジュニア）、第26弾でジャーニ・ヤマト、第29弾でヤマト・チェンジ、ビッグ・ヤマト、超元祖31弾でヤマト汎神が発売されている。ヤマトウォーリアは次代（3すくみ）で、他は天使ヘッドシール。また、ヤマトウォーリア以外はアニメ化はされていないが、パンゲアクター編の一部がオリジナルイメージアルバム「新たなる出発」でドラマ化されている。

### スーパービックリマン
シール
サイバーアップした姿で『スーパービックリマン』第2弾に登場。キングダム剣、PCセラミック鎧を着用している。アニメでも神殿の外壁などに描かれているが、正式には登場していない。
漫画
おちよしひこの漫画では同属狩のハンター聖Vヤマトとして登場。かつての仲間であった十字架天使とは敵対関係にある。仲間を見捨てて逃げる天使たちに絶望した心の隙を突かれ、仮面のような怪物に取り付かれて悪魔化していたが、アスカの説得で戦士としての心と力を取り戻す。ヤマト王子のシンボルは「動」であるが、悪魔化した聖Vヤマトは「動乱」となっている。

### 愛の戦士ヘッドロココ
次界探索隊リーダー・ヘッドロココ配下の神帝隊リーダーとして登場。人望とカリスマはあるが極度の方向音痴で料理下手（どちらも常識を外れている）のロココのため、仲間たちと文字通りのバックアップをする。年齢的に少年の部類。
ヤマト王子・ヤマト爆神の姿は登場しないが、作品の都合上衣装の取替えがあり、最終的には大人になった姿が登場する。神帝隊としての団体行動がほとんどで個々の目立った場面はなく（ごく一時期にピーター、アリババのみ）、大人になった場面では脇役一筋と作者から言われている。

### 祝!(ハピ☆ラキ)ビックリマン
アニメ
若神子のリーダー。無縁ゾーンを旅している時に聖ズーに導かれ、時空を超えて「まとば」にやって来たが、その際に以前の記憶とパワーアップ形態を失ってしまった。七因王の天児スサノの影響で、まとばに来る前より少し落ち着いたお兄さん的な性格になっている。また、若神子の中では一番記憶の欠如が激しく自分の名前すら覚えていなかったが、記憶を失っても仲間思いの性格は変わらず、若神子に裏切り者がいると聞かされても最後まで仲間を信じぬいた。正義感が強く、困っている人や誰かのピンチを見ると放っておけない性分だが、お人好しのためにあっさり騙されたり不意をつかれたりすることがある。普段は多少頼りない面があるが、一行が窮地に陥っても、仲間のためなら自己犠牲も厭わない優しさと強いリーダーシップを発揮して仲間たちを支えている。同じく時空を超えてやって来た十字架天使とは記憶を失っても惹かれあっている。主人公の聖光ゲンキには「ヤマちゃん」と呼ばれている。
武器は「一気酔剣」。他に高速移動理力の「達急動」を使う。達急動を使いすぎると「にゃんこバックファイヤー現象」を起こし、猫のように背中を丸めてうずくまってしまい、喋り方も「〜にゃ」と猫っぽくなることがある。強い理力を注がれたり、若神子が揃っている時は天聖陣を組んだりすることで一時的にだが神帝の姿とパワーを取り戻すことができる。神帝時の武器は「日出剣」。闇を切り裂く「太陽燦々パワー」を放射する。
最終回で未来へ帰還する際、ゲンキたちとの旅の記憶は失われてしまったが、ゲンキたちとの絆は残っていた。ラッキーがやってくることを信じ、最後まであきらめない心で本来の歴史では救えなかったアリババ神帝の窮地を救うことができた。その後ヤマト神帝の「名前を覚えていない親友」（ゲンキ）が言っていた「ハピラッキー」という言葉は、神帝たちの次界を目指す合言葉になった。
アニメ『ビックリマン』の時の口癖であった「やっちゃきー」はほとんど言ったことはなく、第5話と最終回で言った程度である。
シール
『ビックリマンひかり伝II』の復刻版シールとして、ヤマト王子が発売されている。

## 声優
- 鈴木富子（ビックリマン、新ビックリマン）
  - 鈴木はオーディションによってヤマト王子役に選ばれた[1]。また、タイトルコールおよび次回予告ナレーションも担当。
- 草尾毅（祝!(ハピ☆ラキ)ビックリマン）
- 田中真弓（ドラマCD 愛の戦士ヘッドロココ）